# Christopher Oh
Oh Chwee Hock, detto Christopher (... – 1996), è stato un pallanuotista singaporiano, che ha partecipato alle Olimpiadi estive di Melbourne 1956.
Ha giocato una delle partite della fase a gironi (contro l'Italia) e due partite del girone di classifica per 7-10 posti (contro rumeni e australiani).
Medaglia d'oro ai Giochi asiatici del 1954 a Manila.